# 90 (808 State)
90 o Ninety, anche conosciuto come 808:90, è il secondo album in studio del gruppo di musica elettronica britannico 808 State, pubblicato nel 1989 dalla ZTT Records.

## Pubblicazione
La prima edizione di 90 uscì il 4 dicembre 1989. L'anno seguente uscì un'edizione destinata al mercato americano intitolata Utd. State 90, contenente diverse tracce bonus e senza The Fat Shadow (Pointy Head Mix). Nel 2008 venne pubblicata un'edizione deluxe di 90.
L'album contiene il singolo Pacific State (che nell'album ha il titolo Pacific 202), piazzatasi al numero 10 delle classifiche britanniche il novembre del 1989.

## Accoglienza
90 è stato accolto molto positivamente dagli specialisti. Venne infatti inserito in qualche volume dedicato agli album migliori, tra cui Rock. 500 dischi fondamentali di Eddy Cilìa e 1001 Albums You Must Hear Before You Die di Robert Dimery e inserito alla posizione numero 54 della classifica Best Albums of the 1980s stilata da Slant Magazine. Secondo quanto afferma la recensione riportata in quella casistica, 90 «espande in maniera emozionante le potenzialità dell'acid house, e si tratta forse del capolavoro di quello stile.»

## Tracce
1. Magical Dream – 3:52
2. Ancodia – 5:47
3. Cobra Bora – 6:36
4. Pacific 202 – 5:43
5. Donkey Doctor – 5:24
6. 808080808 – 4:20
7. Sunrise – 6:33
8. The Fat Shadow – 0:59

### Tracce incluse nell'edizione deluxe del 2008
1. Pacific (Britmix) – 4:23
2. Cobra Bora (Call the Cops Mix) – 4:53
3. Donkey Doctor (GMEX Mix) – 4:45
4. Boneyween – 6:12
5. Kinky National – 4:01
6. State to State – 5:56
7. Revenge of the Girlie Men – 4:13
8. Magical Dream" (Instrumental) – 5:09

Durata totale: 39:32

### Utd. State 90
1. Pacific 202 – 5:43
2. Boneyween – 6:09
3. Ancodia – 5:12
4. Kinky National – 3:58
5. Cobra Bora – 5:47
6. Cubik – 3:36
7. Magical Dream – 3:49
8. 808080808 – 4:20
9. Revenge of the Girlie Men – 4:16
10. Donkey Doctor – 5:25
11. Sunrise – 6:33
12. State to State – 5:50
13. Pacific 212 – 6:49
14. Pacific 718 – 5:46

Durata totale: 73:13

## Formazione
- Graham Massey – composizione
- Martin Price – composizione
- Gerald Simpson – composizione
- Andrew Barker – composizione
- Darren Partington – composizione